# Lančársky Dubník
Lančársky Dubník je přírodní rezervace v oblasti Malé Karpaty.
Nachází se v katastrálním území obcí Dolný Lopašov a Kočín-Lančár v okrese Piešťany v Trnavském kraji. Území bylo vyhlášeno v roce 1993 na rozloze 27,024 ha. Ochranné pásmo nebylo stanoveno.